# Mudimadu, Sira
Mudimadu là một làng thuộc tehsil Sira, huyện Tumkur, bang Karnataka, Ấn Độ.